# Two California Plaza
Two California Plaza is een wolkenkrabber in Los Angeles, Verenigde Staten. De bouw van de kantoortoren begon in 1990 en werd in 1992 voltooid. In 1997 en 2001 werd het gebouw tot BOMA Building of the Year benoemd.

## Ontwerp
Two California Plaza is 228,6 meter hoog en telt 52 verdiepingen. Het heeft een total oppervlakte van 123.542 vierkante meter. Het grootste deel van het gebouw is bekleed met blauw glas. De basis wordt echter bekleed door met groen kwartsiet ingelegd Lac Du Bonnet-graniet, dat gecomplementeerd wordt door geanodiseerde aluminium verticale raamstijlen en accenten van roestvast staal. De lobby van het gebouw is bekleed met Braziliaans San duba-graniet.